# San Carlos, Mendoza
San Carlos är en ort i Argentina.   Den ligger i provinsen Mendoza, i den centrala delen av landet, 1 000 km väster om huvudstaden Buenos Aires. San Carlos ligger 954 meter över havet och antalet invånare är 2 714.
Terrängen runt San Carlos är platt. Runt San Carlos är det mycket glesbefolkat, med 2 invånare per kvadratkilometer.. Det finns inga andra samhällen i närheten.
Omgivningarna runt San Carlos är i huvudsak ett öppet busklandskap.